# Primera dama del Perú
La primera dama del Perú es el título protocolar que se concede al cónyuge del presidente de la República del Perú durante su mandato. Aunque su rol no está formalmente establecido en normas legales, ha ocupado una posición visible en la vida social y política del país, especialmente en funciones de representación, labor social y acompañamiento en actos oficiales.
Este papel es ejercido tradicionalmente por la esposa del presidente. Se empezó a usar el término creado por los ingleses y estadounidenses de «primera dama». Históricamente, cuando el presidente ha sido soltero, viudo o divorciado, o cuando su cónyuge no ha podido ejercer el rol por alguna razón, el cargo ha sido asumido por una familiar cercana, como ocurrió con Rosa Prado Garland, hija de Manuel Prado Ugarteche, o con Keiko Fujimori, hija de Alberto Fujimori. En estos casos, el rol ha continuado cumpliendo funciones protocolares y sociales, adaptado a las circunstancias personales del mandatario.
Desde mediados del siglo XX, y particularmente en contextos democráticos, el papel de la primera dama se ha ampliado para incluir iniciativas institucionales vinculadas a la inclusión social, educación, cultura y salud, con el apoyo de oficinas específicas, como el Despacho de la Primera Dama, disuelto en 2006 y reactivado posteriormente, o la externa Fundación por los Niños del Perú.
Desde el 2022, Perú cuenta por primera vez con una mujer presidenta, Dina Boluarte, y dado que se encuentra divorciada, y ninguno de sus hijos ha decidido asumir la función protocolar, el cargo de primera dama permanece vacante. En este caso, se habría esperado la figura de un primer caballero, lo cual habría constituido un hecho inédito en la historia republicana.

## Historia

### SigloXX
La primera dama pionera del protagonismo político en el Perú fue María Delgado Romero, esposa del presidente Manuel Odría (1948–1956), quien impulsó una extensa labor social a nivel nacional.
En 1956, el presidente Manuel Prado Ugarteche solicitó a la Rota Romana la anulación de su matrimonio con Enriqueta Garland Higginson, lo que generó protestas públicas de sectores católicos de la alta sociedad limeña. Con anterioridad a su nuevo matrimonio en 1958 con la socialite Clorinda Málaga Bravo, durante su segundo mandato el cargo fue asumido temporalmente por su hija, Rosa Prado Garland de Parks.
Durante el periodo presidencial de Fernando Belaúnde Terry (1963–1968), el cargo fue ejercido por su hermana, Lucila Belaúnde de Cruchaga, y ocasionalmente por su hija, Carolina Belaúnde, dado que el mandatario estaba divorciado de Carola Aubry. En 1966, durante la visita de Charles de Gaulle, el Congreso dispuso que Carmen Jaime Torres, la esposa del entonces presidente del Senado, Ramiro Prialé, representara oficialmente al país.
En 1970, tras el terremoto de Áncash, el Gobierno Revolucionario de las Fuerzas Armadas creó la Junta de Asistencia Nacional (JAN), presidida por la primera dama Consuelo Gonzales Posada, quien lideró las labores humanitarias.
Entre 1980 y 1985, Violeta Correa, segunda esposa de Fernando Belaúnde, ejerció el rol con fuerte presencia social y política, fundando comedores populares y participando en ayuda humanitaria durante el fenómeno de El Niño.
En 1985, la primera dama Pilar Nores, esposa de Alan García, fundó la Fundación por los Niños del Perú, orientada a la asistencia de menores en situación vulnerable.
Durante los años noventa, Susana Higuchi, esposa de Alberto Fujimori, ejerció el rol protocolar hasta su separación en 1994. Tras denunciar actos de corrupción en el entorno presidencial, fue apartada del cargo por el entonces presidente a través de un Mensaje a la Nación. Desde entonces, su hija Keiko Fujimori asumió el papel de primera dama entre 1994 y 2000, convirtiéndose en la más joven en ocupar dicho título en América Latina.

### SigloXXI
Entre 2001 y 2006, Eliane Karp, esposa del presidente Alejandro Toledo, ejerció como primera dama y presidenta de la Fundación por los Niños del Perú. En 2002, se creó oficialmente el Despacho de la Primera Dama, desde donde promovió causas sociales e iniciativas culturales vinculadas a la herencia indígena.
Durante el segundo mandato de García (2006–2011), el despacho fue disuelto en agosto de 2006. No obstante, Pilar Nores continuó liderando la fundación. Tras hacerse pública su separación, sus hijas Carla García y Josefina García acompañaron al presidente en actos oficiales.
Entre 2011 y 2016, Nadine Heredia, esposa de Ollanta Humala, ejerció como primera dama, generando controversias por su participación activa en decisiones gubernamentales y el excesivo protagonismo político que adquirió.
De 2016 a 2018, Nancy Lange, esposa de Pedro Pablo Kuczynski, asumió el cargo protocolar con un perfil más reservado. Dirigió el programa social Chambeando por el Perú.
Entre 2018 y 2020, Maribel Díaz Cabello, esposa de Martín Vizcarra, cumplió funciones protocolares con escasa presencia pública.
De 2021 a 2022, Lilia Paredes, esposa de Pedro Castillo, recibió el título protocolar de primera dama, acompañando al presidente en algunos viajes oficiales, aunque con limitada exposición mediática.
Desde diciembre de 2022, Dina Boluarte asumió la presidencia de la República como la primera mujer en ocupar dicho cargo en la historia republicana del Perú. Al encontrarse divorciada y no haberse designado figura familiar para asumir el rol, el cargo de primer caballero permanece vacante.

## Rol político
En la historia republicana del Perú, el rol de primera dama ha evolucionado desde funciones protocolares hacia formas diversas de participación política. Un antecedente temprano lo representa Antonia Moreno de Cáceres, esposa del general Andrés Avelino Cáceres, quien destacó por su activa participación durante la guerra del Pacífico, particularmente en la campaña de La Breña (1881–1883). Desde Lima, lideró el Comité Patriótico de la Resistencia, organizando el envío de armas y víveres hacia las tropas andinas, y asumió funciones estratégicas en apoyo al ejército peruano. Aunque no participó en procesos electorales —en una época en que el sufragio femenino no estaba contemplado—, su accionar la posiciona como figura pionera de participación femenina en el ámbito público.
Con el tiempo, otras primeras damas destacaron por su vinculación partidaria y electoral. Violeta Correa, primera dama entre 1980 y 1985, tuvo una trayectoria política previa como periodista y dirigente del partido Acción Popular desde su fundación en 1956, liderando el Comando Femenino del partido. Eliane Karp, primera dama entre 2001 y 2006, tuvo un rol protagónico durante las elecciones presidenciales de 2001, donde fue una vocera estratégica de la campaña de Alejandro Toledo, participando con discursos en quechua, apelaciones simbólicas a la identidad indígena y una presencia destacada en actos públicos respondiendo a cuestionamientos hacia su esposo. Nadine Heredia, primera dama entre 2011 y 2016, presidió el Partido Nacionalista Peruano y mantuvo una presencia activa en decisiones de gobierno durante la presidencia de Ollanta Humala. Su protagonismo y popularidad inicial generó amplias especulaciones sobre una posible candidatura presidencial en 2016, aunque finalmente no se concretó.
En cuanto a participación electoral directa, María Delgado de Odría, primera dama entre 1948 y 1956, fue la primera en postular a un cargo de elección popular, al competir por la Alcaldía de Lima en 1963 como candidata de la Unión Nacional Odriísta, aunque fue derrotada por el entonces ministro de Justicia Luis Bedoya Reyes. Susana Higuchi, esposa de Alberto Fujimori entre 1990 y 1994, intentó postular a la presidencia y a la Alcaldía de Lima en 1995, pero ambas candidaturas fueron bloqueadas por el aparato electoral bajo influencia del régimen fujimorista. En 2000, Higuchi acompañó la difusión del primer vladivideo, y fue elegida congresista en 2001 por el Frente Independiente Moralizador, convirtiéndose en la primera ex primera dama en ser elegida a un cargo de elección popular. Más adelante, Keiko Fujimori, quien asumió el rol de primera dama entre 1994 y 2000 tras la separación de sus padres, posteriormente fue elegida congresista en 2006 y candidata presidencial como abanderada del fujimorismo en 2011, 2016 y 2021. Aunque las tres veces fue derrotada, Fujimori conserva aún una significativa presencia parlamentaria a través del partido que lidera, Fuerza Popular.

## Lista

### Esposas de presidentes
| Primera dama                                        | Presidente                      |
| --------------------------------------------------- | ------------------------------- |
| Juana Pérez Palza de Infantas                       | Felipe Salaverry                |
| María Narcisa Arias de Saavedra y Bravo de Castilla | Juan Bautista de Lavalle        |
| María Josefa Martínez de Pinillos Cacho             | Luis José de Orbegoso y Moncada |
| Princesa Carolina de Looz Corswarem                 | José de la Riva Agüero          |
| María del Tránsito Solís                            | Domingo Nieto                   |
| Cipriana de la Torre y Luna-Pizarro                 | Manuel Ignacio de Vivanco       |
| Isabel de la Quintana y Pedemonte                   | Domingo Elías                   |
| María Francisca Cernadas de la Cámara               | Andrés de Santa Cruz            |
| Mercedes Subirat y Cossío                           | Antonio Gutiérrez de la Fuente  |
| Francisca Zubiaga y Bernales                        | Agustín Gamarra                 |
| Josefa de Oviedo y Mollinedo                        | Miguel de San Román             |
| Victoria Tristán y Flores del Campo                 | José Rufino Echenique           |
| Francisca Diez-Canseco y Corbacho                   | Ramón Castilla                  |
| Juana de Tirado y Coronel-Zegarra                   | Juan Antonio Pezet              |
| Francisca Vargas Maldonado                          | Pedro Diez-Canseco Corbacho     |
| María Paz                                           | José Balta                      |
| Melchora Lizarzaburu y Laines                       | José Balta                      |
| Francisca Coloma y Salazar                          | Francisco Diez-Canseco Corbacho |
| Mariana Barreda y Osma                              | Manuel Pardo y Lavalle          |
| María Magdalena Ugarteche Gutiérrez de Cossío       | Mariano Ignacio Prado           |
| Carmen Rey y Basadre                                | Francisco García-Calderón Landa |
| Rosa Elías de la Quintana                           | Lizardo Montero                 |
| Justa Masías y Llosa                                | Remigio Morales Bermúdez        |
| Jesús Salas de la Torre Urraca                      | Justiniano Borgoño              |
| Antonia Moreno Leyva                                | Andrés Avelino Cáceres          |
| Jesusa de Iturbide y Villena                        | Nicolás de Piérola              |
| María Josefa de Castresana y García de la Arena     | Eduardo López de Romaña         |
| Julia de Castresana y García de la Arena            | Eduardo López de Romaña         |
| Teresa Álvarez-Calderón y Roldán                    | Manuel Candamo                  |
| Margarita Almanza Oblitas                           | Serapio Calderón                |
| María Emilia Rodríguez Prieto                       | Guillermo Billinghurst          |
| Carmen Heeren Barreda                               | José Pardo y Barreda            |
| Julia Swayne y Mariátegui                           | Augusto Leguía                  |
| María Isabel Olivera Mayo                           | Augusto Leguía                  |
| Francisca Benavides Diez-Canseco                    | Óscar Benavides                 |

### Lista de primeras damas
| Imagen | Primera dama                            | Presidente                    | Desde | Hasta |
| ------ | --------------------------------------- | ----------------------------- | ----- | ----- |
|        | Enriqueta Garland Higginson (1883-1968) | Manuel Prado Ugarteche        | 1939  | 1945  |
|        | María Jesús Rivera y Rivera             | José Luis Bustamante y Rivero | 1945  | 1948  |
|        | María Delgado Romero (1900-1990)        | Manuel Odría                  | 1948  | 1956  |
|        | Rosa Prado Garland de Parks             | Manuel Prado Ugarteche        | 1956  | 1958  |
|        | Clorinda Málaga (1905-1993)             | Manuel Prado Ugarteche        | 1958  | 1962  |
|        | Eloisa Dolores Ferreyros Roldán         | Ricardo Pérez Godoy           | 1962  | 1963  |
|        | María Álvarez del Villar                | Nicolás Lindley López         | 1963  | 1963  |
|        | Carolina Belaúnde Aubry                 | Fernando Belaúnde Terry       | 1963  | 1963  |
|        | Lucila Belaúnde Terry de Cruchaga       | Fernando Belaúnde Terry       | 1963  | 1968  |
|        | Consuelo Gonzales Posada (1920-2012)    | Juan Velasco Alvarado         | 1968  | 1975  |
|        | Rosa Pedraglio (1920-1998)              | Francisco Morales Bermúdez    | 1975  | 1980  |
|        | Violeta Correa (1927-2001)              | Fernando Belaúnde Terry       | 1980  | 1985  |
|        | Pilar Nores (1949)                      | Alan García                   | 1985  | 1990  |
|        | Susana Higuchi (1950-2021)              | Alberto Fujimori              | 1990  | 1994  |
|        | Keiko Fujimori (1975)                   | Alberto Fujimori              | 1994  | 2000  |
|        | Nilda Jara (1942)                       | Valentín Paniagua             | 2000  | 2001  |
|        | Eliane Karp (1953)                      | Alejandro Toledo              | 2001  | 2006  |
|        | Pilar Nores (1949)                      | Alan García                   | 2006  | 2011  |
|        | Nadine Heredia (1976)                   | Ollanta Humala                | 2011  | 2016  |
|        | Nancy Lange (1954)                      | Pedro Pablo Kuczynski         | 2016  | 2018  |
|        | Maribel Díaz Cabello (1970)             | Martín Vizcarra               | 2018  | 2020  |
|        | Mary Peña (1963)                        | Manuel Merino                 | 2020  | 2020  |
|        | Lilia Paredes (1973)                    | Pedro Castillo                | 2021  | 2022  |

## Ex primeras damas vivas
A agosto de 2024, son nueve las ex primeras damas que aún continúan vivas: 

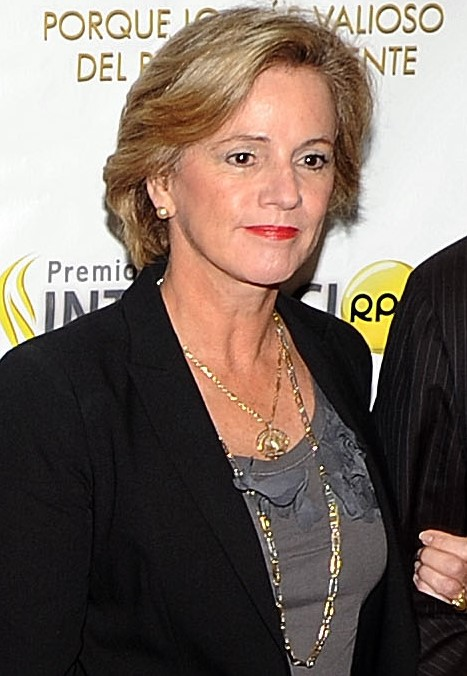
Pilar Nores 1985-1990, 2006-2011 Viuda de Alan García
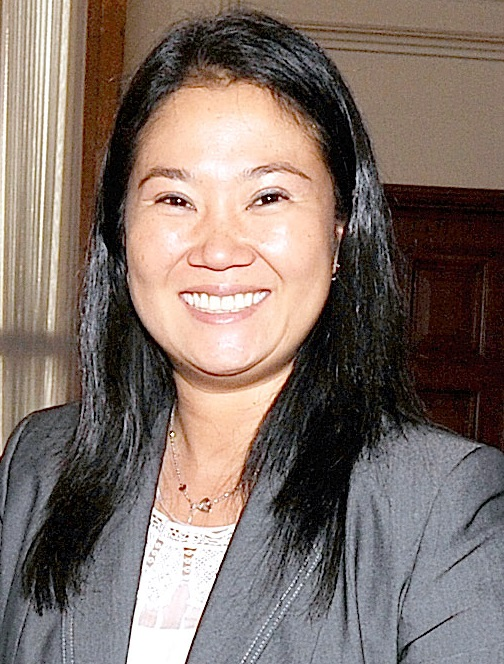
Keiko Fujimori 1994-2000 Hija de Alberto Fujimori
Nilda Jara 2000-2001 Viuda de Valentín Paniagua
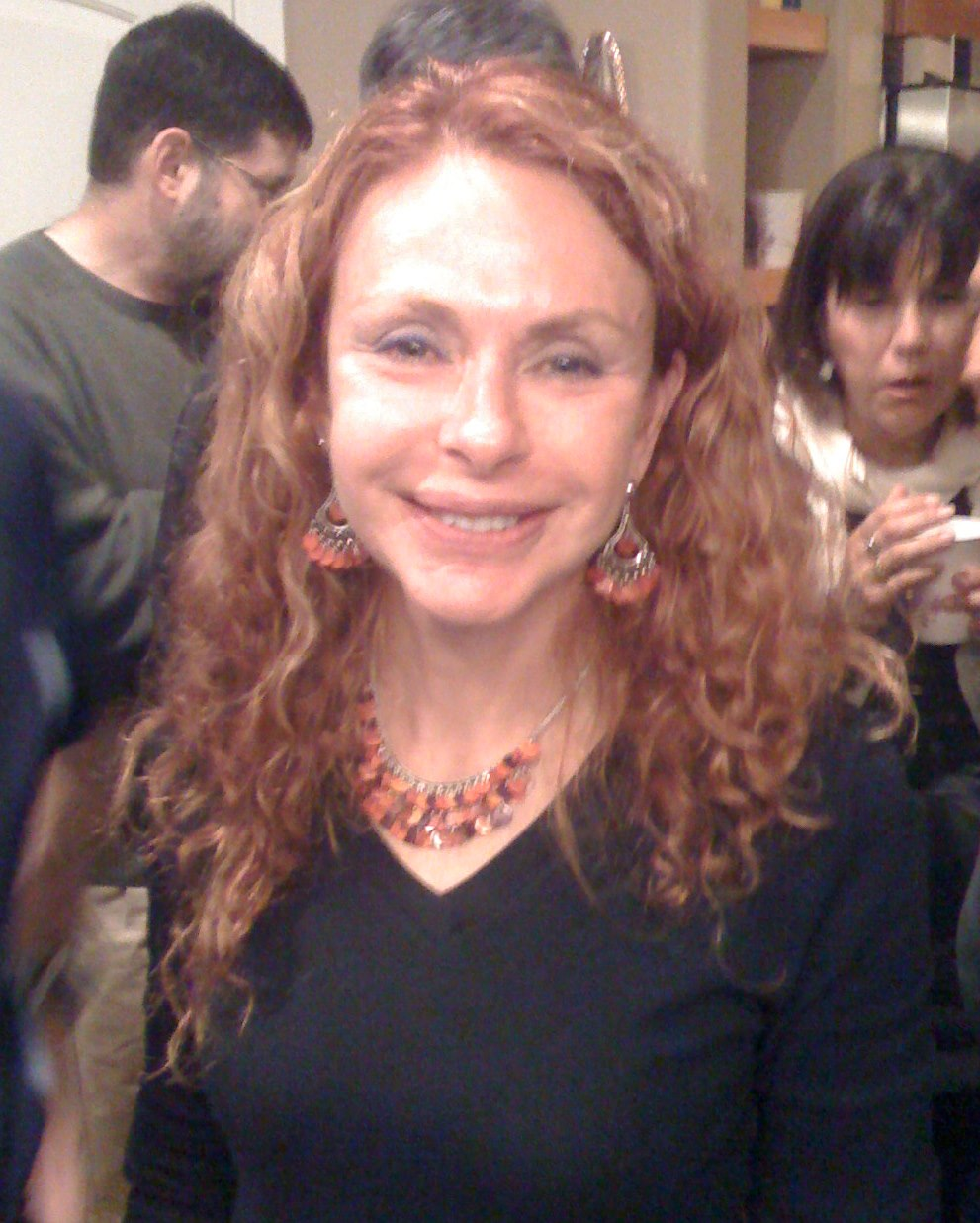
Eliane Karp 2001-2006 Esposa de Alejandro Toledo
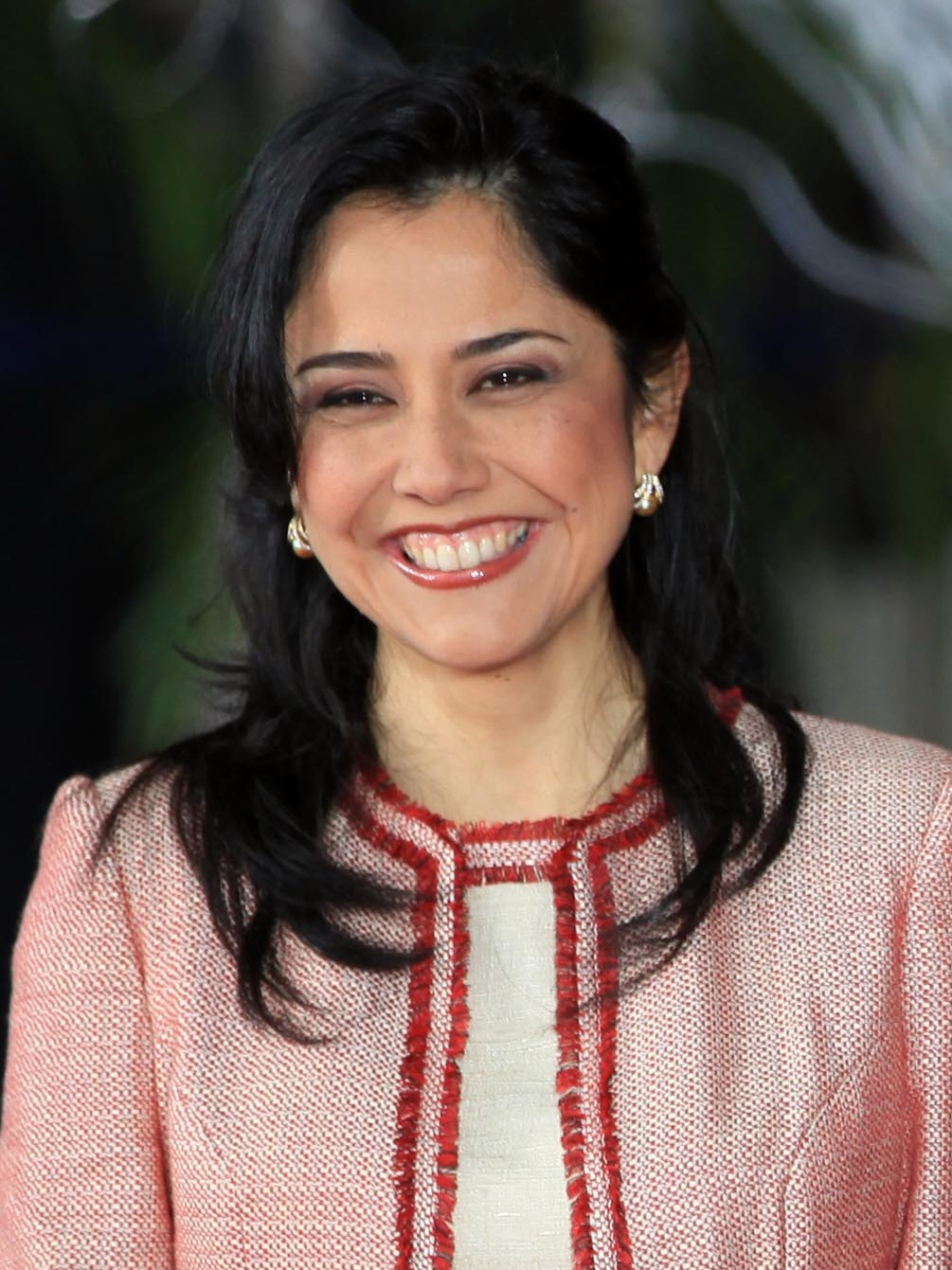
Nadine Heredia 2011-2016 Esposa de Ollanta Humala
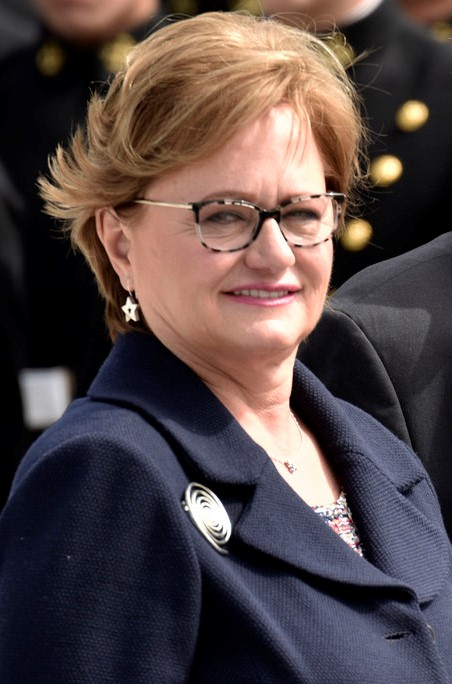
Nancy Lange 2016-2018 Esposa de Pedro Pablo Kuczynski
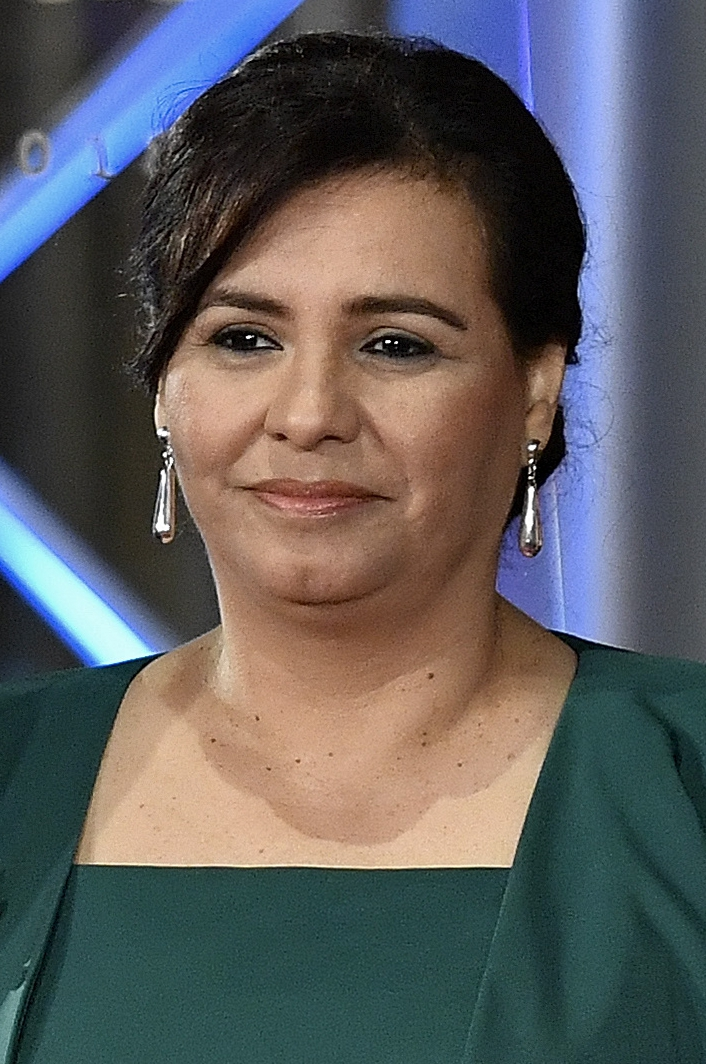
Maribel Díaz 2018-2020 Esposa de Martín Vizcarra
Mary Peña 2020 Esposa de Manuel Merino
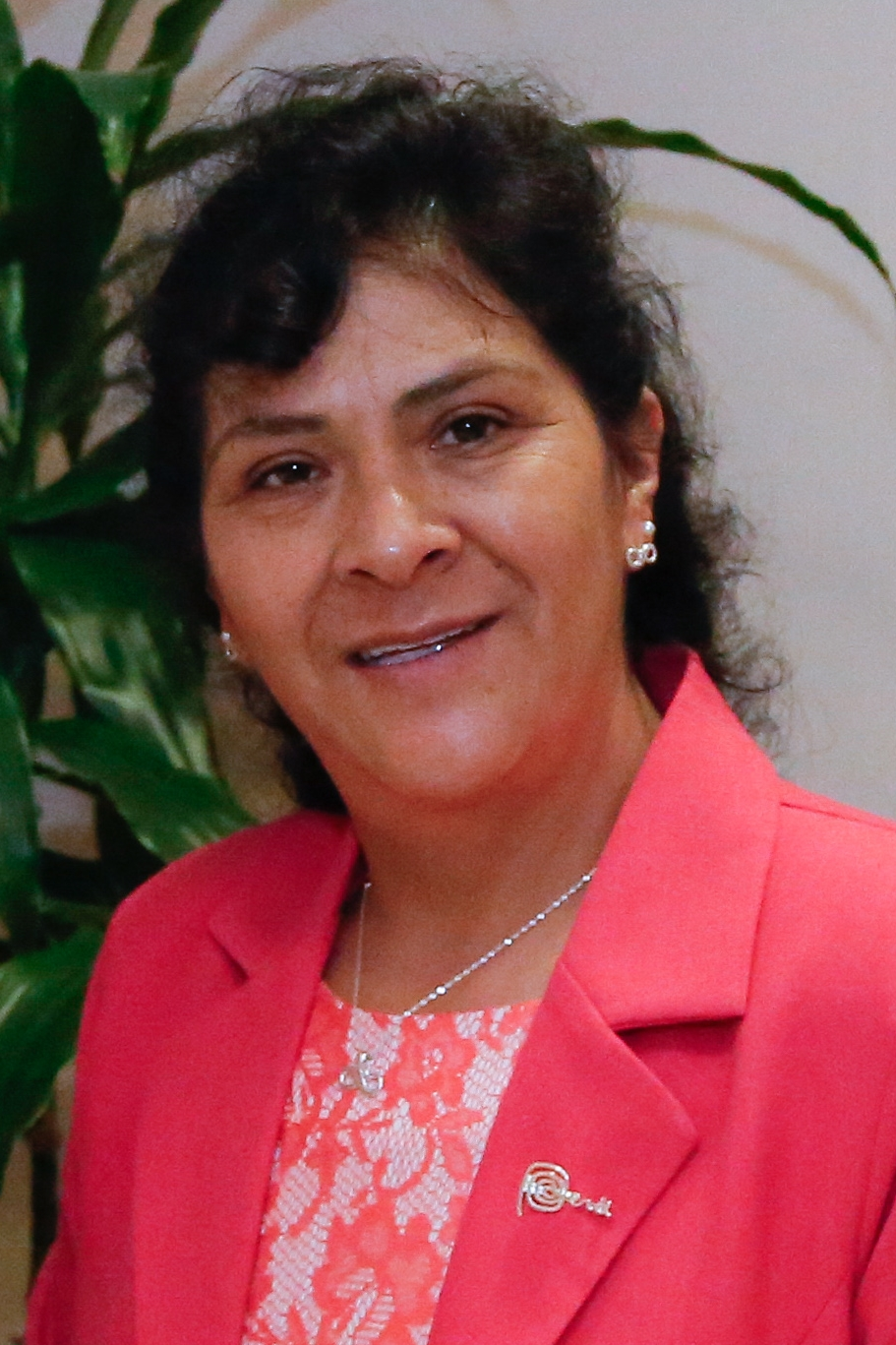
Lilia Paredes 2021-2022 Esposa de Pedro Castillo